# 日本インターネットプロバイダー協会
一般社団法人日本インターネットプロバイダー協会（にほんインターネットプロバイダーきょうかい、英語: Japan Internet Providers Association））は、日本のインターネットプロバイダーの業界団体。英称の略称から「JAIPA（ジャイパ）」と呼ばれる。

## 概要
- 会長：久保真

## 沿革
- 1999年12月 - 地域のプロバイダーを中心とする日本地域プロバイダー協会のメンバーを中心として、任意団体を設立[1]。
- 2000年12月 - 郵政省（現総務省）の許可を受け、社団法人を設立。
- 2013年4月 - 一般社団法人に移行
- 2017年12月 - 東京都渋谷区桜丘町3-24 カコー桜丘ビル6階 から現在地へ移転